# Almirante-Brown-Klasse
Die Almirante-Brown-Klasse ist ein Klasse von vier Zerstörern der argentinischen Marine, die seit 1983 in Dienst steht.

## Allgemeines
Am 23. Januar 1979 bekam die deutsche Blohm + Voss in Hamburg von der argentinischen Marine im Rahmen des „Nationalen Schiffbauplanes“ („Plan Nacional de Construcciones Navales“) den Auftrag zum Bau von vier Schiffen des Types MEKO 360. Die Schiffe wurden in den Jahren 1983 im 2. Zerstörergeschwader (heute: Division der Zerstörer) in Dienst gestellt.
Die Sarandí war im Jahr 2005 das Flaggschiff der argentinischen Marine. Die Klasse wird dort als Zerstörer geführt.

## Einheiten
| Kennung | Name            | Bauwerft              | Kiellegung            | Stapellauf            | Indienststellung      | Verbleib              |
| ------- | --------------- | --------------------- | --------------------- | --------------------- | --------------------- | --------------------- |
| D-10    | Almirante Brown | Blohm + Voss, Hamburg | 8. September 1980     | 28. März 1981         | 2. Februar 1983       | aktiv                 |
| D-11    | La Argentina    | Blohm + Voss, Hamburg | 30. März 1981         | 25. September 1981    | 11. Mai 1983          | aktiv                 |
| D-12    | Heroína         | Blohm + Voss, Hamburg | 24. August 1981       | 17. Februar 1982      | 7. November 1983      | aktiv                 |
| D-13    | Sarandí         | Blohm + Voss, Hamburg | 9. März 1982          | 31. August 1982       | 26. April 1984        | aktiv                 |
| D-14    | Rivadavia       | Blohm + Voss, Hamburg | Bauaufträge storniert | Bauaufträge storniert | Bauaufträge storniert | Bauaufträge storniert |
| D-15    | Moreno          | Blohm + Voss, Hamburg | Bauaufträge storniert | Bauaufträge storniert | Bauaufträge storniert | Bauaufträge storniert |